# Júlio, Duque de Brunsvique-Volfembutel
Júlio, Duque de Braunschweig-Lüneburg (1528-1589) (* Wolfenbüttel, 29 de Junho de 1488 † Wolfenbüttel, 3 de Maio de 1589) foi príncipe de Wolfenbüttel de 1568 até sua morte, fundador da Universidade de Helmstedt em 1574, criada inicialmente para treinar clérigos protestantes para o Estado recentemente reformado.

## Biografia
Como filho caçula de Henrique V, Duque de Braunschweig-Lüneburg (1489-1568), esperava-se que ele seguisse a carreira religiosa. Estudou na Universidade Velha de Lovaina, e foi nomeado Bispo de Minden em 1553, porém, renunciou após um ano. Depois que seus dois irmãos morreram na Batalha de Sievershausen, ele tornou-se herdeiro do principado. Todos os planos de seu pai para excluí-lo da linha de sucessão falharam, embora Júlio tivesse se convertido ao Protestantismo. Depois da morte de seu pai, em 1568, Júlio instituiu uma reforma de impostos que melhorou os direitos dos fazendeiros com relação à nobreza. Ele também fundou uma milícia, onde todo chefe de uma propriedade era obrigado a portar arma e a participar de treinamentos militares, além de fazer uma reforma na corte. Júlio fez um acordo com a Cidade de Braunschweig em 1569, onde a cidade reconhecia a sua supremacia, todavia, os conflitos entre o ducado e a cidade continuaram.
Júlio incentivou o comércio e particularmente a mineração. Minas de cobre e chumbo nos arredores de Harz floresceram, e novas minas foram abertas. O próprio Júlio escreveu um livro sobre os usos da marga, um tipo de calcário. Para facilitar a venda dos produtos de mineração, Júlio investiu em melhorias de rodovias e rios. Em 1577, o Oker se tornou navegável entre Harz e Wolfenbüttel. Em 1574, Júlio fundou a primeira universidade do estado da Baixa Saxônia, a Universidade de Helmstedt.
Em 1581, ele adquiriu o belo palácio italiano Ca' Vendramin Calergi sobre o Grande Canal de Veneza, uma de suas cidades favoritas para visitar. Ele pagou 50 mil ducados à família Loredan pelo palácio, que estavam passando por dificuldades financeiras naquela época. Todavia, dois anos depois, vendeu-o à Guilherme Gonzaga, Duque de Mântua (1538-1587).
Após a morte de Eric II, Duque de Braunschweig-Lüneburg (1528-1584), Júlio herdou o principado de Calenberg. Morreu em 3 de Maio de 1589, sendo sucedido por seu filho Henrique Júlio (1564–1613).

## Família
Júlio casou com Edviges de Brandemburgo (1540-1602), filha de Joaquim II Heitor, Príncipe-Eleitor de Brandemburgo (1505-1571), no dia 25 de Fevereiro de 1560 e tiveram os seguintes filhos:
- Sofia Edviges (1561–1631), casada com o duque Ernesto Luís, Duque de Pomerânia-Wolgast (1545-1592)[8]
- Henrique Júlio (1564–1613)
- Maria de Brunsvique-Luneburgo (* 13 Jan 1566 † 13 Ago 1626), casou em 10 Nov 1582 com Francisco II, Duque de Saxe-Lauenburgo (1547-1619).[9]
- Isabel de Brunsvique-Luneburgo (1567-1618), casada com Adolf XI, Conde de Holstein-Schauenburg-Pinneburg († 1601) e em segundas núpcias com Christopher, Duque de Brunswick-Harburg (1570-1606)[10]
- Filipe Sigismundo de Brunsvique-Luneburgo (1568-1623),[11] Bispo de Verden[12] e Osnabrück (1568–1623)
- Joaquim Carlos de Brunsvique-Luneburgo (1573–1615),[13] Reitor de Estrasburgo
- Sabina Catarina (1574–1590)
- Doroteia Augusta de Brunsvique-Luneburgo (1577–1625),[14] Abadessa de Gandersheim
- Júlio Augusto de Brunsvique-Luneburgo (1578–1617),[15] Abade de Michaelstein
- Edviges (1580–1657), casada com Otto III, Duque de Brunsvique-Harburgo (1572–1641)[16]